# Plateros milleri
Plateros milleri is een keversoort uit de familie netschildkevers (Lycidae). De wetenschappelijke naam van de soort werd in 2004 gepubliceerd door Ramsdale & Kazantsev.